# Anatolij Nowikow
Anatolij Terentowytsch Nowikow (ukrainisch Анатолій Терентьович Новіков; * 17. Januar 1947 in Charkiw, Ukrainische SSR; † 19. Januar 2022 ebenda, Ukraine) ist ein ehemaliger sowjetischer Judoka. Er gewann 1972 eine olympische Bronzemedaille.
Der 1,74 m große Nowikow trat im Halbmittelgewicht bis 70 kg an. 1971 belegte er den dritten Platz bei den offenen polnischen Meisterschaften, 1972 gewann er bei diesem Turnier. Bei den Europameisterschaften 1972 gewann er den Titel mit der sowjetischen Mannschaft. Im Einzelwettbewerb erkämpfte er die Silbermedaille hinter Dietmar Hötger aus der DDR. 
Bei den Olympischen Spielen 1972 in München unterlag er im Halbfinale gegen den späteren Olympiasieger Toyokazu Nomura aus Japan. Im Kampf um die Bronzemedaille besiegte er Engelbert Dörbandt aus der Bundesrepublik Deutschland. 1973 siegte Nowikow mit der sowjetischen Mannschaft bei den Europameisterschaften. Bei den Weltmeisterschaften in Lausanne verlor er gegen Dietmar Hötger und erhielt die Bronzemedaille.
Nowikow war 1970 sowjetischer Meister im Sambo und 1973 sowjetischer Meister im Judo. Er trat für Dynamo Charkiw an. Nach seiner aktiven Zeit war er als Trainer tätig.